# آلفرد التون ون وت
آلفرد التون ون وت (انگلیسی: A. E. van Vogt؛ زاده ۲۶ آوریل ۱۹۱۲ درگذشته ۲۶ ژانویهٔ ۲۰۰۰) یک نویسنده اهل کانادا بود.